# Minton-Capehart Federal Building
El Minton–Capehart Federal Building es un edificio federal de los Estados Unidos en Indianápolis, Indiana, que recibe su nombre en honor al ex senador de los Estados Unidos y juez de la Corte Suprema Sherman Minton y al exsenador Homer E. Capehart. Fue incluido en el Registro Nacional de Lugares Históricos en 2021.

## Descripción e historia
El edificio fue diseñado por el arquitecto de Indianápolis Evans Woolen III, director y fundador de Woolen, Molzan and Partners. Terminada en 1976, la estructura destaca por sus losas de hormigón a la vista, que son típicas del estilo arquitectónico brutalista. Algunos han llamado al proyecto de 20 millones de d{olares un "palomar" y "el edificio más feo de Indianápolis".
Construida para llenar el lado este de Indiana World War Memorial Plaza, la estructura de seis pisos de una cuadra de largo se eleva 7,3 m sobre el nivel del suelo en columnas grandes. El edificio de hormigón incluye 27 000 m² de oficina flexible en cinco plantas y un nivel de cochera para 500 coches. Su distintiva fachada horizontal se inclina hacia afuera a medida que aumenta la superficie cuadrada de cada piso superior.
El diseñador gráfico Milton Glaser, diseñador del estilizado logotipo del corazón de I Love New York, diseñó el mural gráfico de arcoíris del edificio, Colour Fuses, otra característica notable del edificio. El colorido mural envuelve la base del exterior. A muchos residentes locales no les gustó el colorido mural, que se ha desvanecido con el tiempo, así como el diseño austero del edificio, pero los arquitectos lo han considerado uno de los pocos "diseños de vanguardia de la ciudad de la década de 1970".